# Rap or Go to the League
Albums de 2 Chainz
The Play Don't Care Who Makes It
(2018)
Singles
1. Girl's Best Friend
Sortie : 16 novembre 2018
2. Money in the Way
Sortie : 5 mars 2019
3. Rule the World
Sortie : 19 mars 2019

Rap or Go to the League est le cinquième album studio du rappeur américain 2 Chainz, sorti le 1er mars 2019 sur les labels Gamebread et Def Jam.

## Liste des pistes
| No  | Titre                                                                | Auteur | Producteur(s)                                    | Durée |
| --- | -------------------------------------------------------------------- | --- | ------------------------------------------------ | ----- |
| 1.  | Forgiven (featuring Marsha Ambrosius)                                | - Tauheed Epps - Dwayne Abernathy, Jr. - Marsha Ambrosius - Shawn Carter - Hugh Perry - Maxwell Smith - Kanye West              | Dem Jointz                                       | 5:23  |
| 2.  | Threat 2 Society                                                     | - Epps - Patrick Douthit - Douglas Williams - Leonard Williams - Melvin Williams                                                | 9th Wonder                                       | 3:46  |
| 3.  | Money in the Way                                                     | - Epps - Tyron Douglas - Bruce Hawes - Joseph Jefferson                                                                         | - Buddah Bless - Jabz                            | 2:42  |
| 4.  | Statute of Limitations                                               | - Epps - Samuel Gloade - Sammie Norris - James Phillips - Todd Shaw - Jonathan Smith - Phalon Alexander                         | 30 Roc                                           | 2:29  |
| 5.  | High Top Versace (featuring Young Thug)                              | - Epps - Jacob Canady - Jeffery Williams                                                                                        | ATL Jacob                                        | 2:57  |
| 6.  | Whip (featuring Travis Scott)                                        | - Epps - Ebony Oshunrinde - Mike Dean - Jacques Webster, Jr.                                                                    | - WondaGurl - Mike Dean                          | 3:47  |
| 7.  | NCAA                                                                 | - Epps - Carlton Mays, Jr. | Da Honorable C.N.O.T.E.                          | 4:08  |
| 8.  | Momma I Hit a Lick (featuring Kendrick Lamar)                        | - Epps - Pharrell Williams - Kendrick Duckworth                                                                                 | Williams                                         | 2:54  |
| 9.  | Rule the World (featuring Ariana Grande)                             | - Epps - Carl McCormick - Christian Ward - Robert Watson - Racquelle Anteola - Moore Ray III - Lerron Carson - Richard Harrison | - Cardiak - Paul Cabbin - Hitmaka - Rob Holladay | 4:06  |
| 10. | Girl's Best Friend (featuring Ty Dolla Sign)                         | - Epps - Ronald LaTour - Dylan Cleary-Krell - Tyrone Griffin, Jr. - Brock Korsan                                                | - Cardo - Dez Wright                             | 3:13  |
| 11. | 2 Dollar Bill (featuring Lil Wayne and E-40)                         | - Epps - Dijon McFarlane - Terrace Martin - Dwayne Carter - Earl Stevens                                                        | - DJ Mustard - Martin - Anthony Evans            | 4:00  |
| 12. | I Said Me                                                            | - Epps - Gloade - Adarius Moragne - Lonnie Smith - Oscar Hammerstein II - Richard Rodgers                                       | - 30 Roc - Datboisqueeze                         | 5:32  |
| 13. | I'm Not Crazy, Life Is (featuring Chance the Rapper and Kodak Black) | - Epps - Chancelor Bennett - Bill Kapri - Trocon Roberts - Dean                                                                 | - FKi 1st - Dean                                 | 5:30  |
| 14. | Sam                                                                  | - Epps - Chad Butler - Bernard Freeman - Joseph Johnson                                                                         | B Clark                                          | 4:11  |